# Bucsuta
Bucsuta là một thị trấn thuộc hạt Zala, Hungary. Thị trấn này có diện tích 16,19 km², dân số năm 2010 là 221 người, mật độ 14 người/km².